# Бахтіяри
Бахтія́ри (рос. Бахтияры) — присілок в Зав'яловському районі Удмуртії, Росія.
Знаходиться на другій високій лівій терасі річки Вожойка. На лівому березі річки знаходиться мікрорайон Іжевська Смірново.

## Населення
Населення — 68 осіб (2012; 61 в 2010).
Національний склад станом на 2002 рік:
- росіяни — 62 %
- удмурти — 28 %

## Урбаноніми[3]
- вулиці — Бахтіяровська, Лісова, Приовражна, Річкова, Ставкова, Центральна
- провулки — Березовий, Вільховий, Зарічний, Польовий, Східний